# Dolmen de Mané Rohr
Le dolmen de Mané Rohr, appelé aussi dolmen de Kerdro-Vihan ou Men er Roch, est un dolmen situé à  La Trinité-sur-Mer, dans le département français du Morbihan.

## Historique
Le dolmen a été exploré par la Société polymathique du Morbihan en 1866 puis fouillé par Zacharie Le Rouzic en 1899. Le dolmen est classé au titre des monuments historiques par décret du 30 août 1947.

## Description
Le dolmen est enserré dans un tumulus mesurant 20 m de diamètre. Le couloir est délimité par neuf supports (4 à gauche, 5 à droite) et mesure  4,20 m de long sur  1,20 m de large. Le sol du couloir est dallé sur toute sa longueur. La chambre mesure 3 m de long pour une largeur de 1,90 m au nord et 1 m au sud. La hauteur sous dalle est de 1,80 m. Huit orthostates et un pilier sont visibles dans la chambre. La chambre est recouverte d'une table de couverture, elle repose sur un pilier dans l'angle nord-ouest et sur deux pierres dans l'angle sud-est. Le sol de la chambre était dallé avec des pierres plates reposant sur une couche de terre battue.

## Mobilier archéologique
En 1866, Cussé et Galles ne fouillèrent que la chambre et y recueillirent un couteau et plusieurs éclats en silex, un fragment de résine et des fragments de trois vases brun-rougeâtre à fond plat. En 1900, Le Rouzic fouille le couloir et refouille la chambre : il recueille diverses poteries (un vase en terre brune à fond plat, un petit vase complet en terre rouge, divers fragments en terre brune, gris et rouge) dont un vase à décor, cinq fusaïoles en terre cuite, des éléments de parure (une pendeloque en schiste, un grain de collier en quartzite, deux grains en callaïs), des outils en silex (une pointe de flèche à ailerons, un poignard en silex du Grand-Pressigny, sept lames et divers éclats) et divers outils (un fragment de peroxyde de fer usé, un rognon de silex). L'ensemble du mobilier est conservé au Musée de Préhistoire de Carnac.